# Myrcella Baratheon
Myrcella Baratheon er en fiktiv person i den amerikanske forfatter George R. R. Martins fantasyserie A Song of Ice and Fire og i HBOs filmatisering Game of Thrones.
Der er ingen kapitler skrevet fra hendes synspunkt, så hun opleves udelukkende igennem andre karaktere, som bl.a. Tyrion Lannister
Der er store forskelle på Myrcellas karakter, udvikling og hendes handlinger fra bøgerne til tv-serien.
Hun blev introduceret i Kampen om tronen (1996), og er den eneste datter af dronning Cersei Lannister fra kongeriget Westeros. Hun optræder efterfølgende i Kongernes kamp (1998) og Kragernes rige (2005).
Myrcella bliver spillet af den irske skuespiller Aimee Richardson i de første to sæsoner af HBO's tv-serie mens den engelske skuespiller Nell Tiger Free spiller hende i serien femte og sjette sæson.